# Euxoa messoria
Euxoa messoria är en fjärilsart som beskrevs av Harris 1841. Euxoa messoria ingår i släktet Euxoa och familjen nattflyn. Inga underarter finns listade i Catalogue of Life.

## Bildgalleri

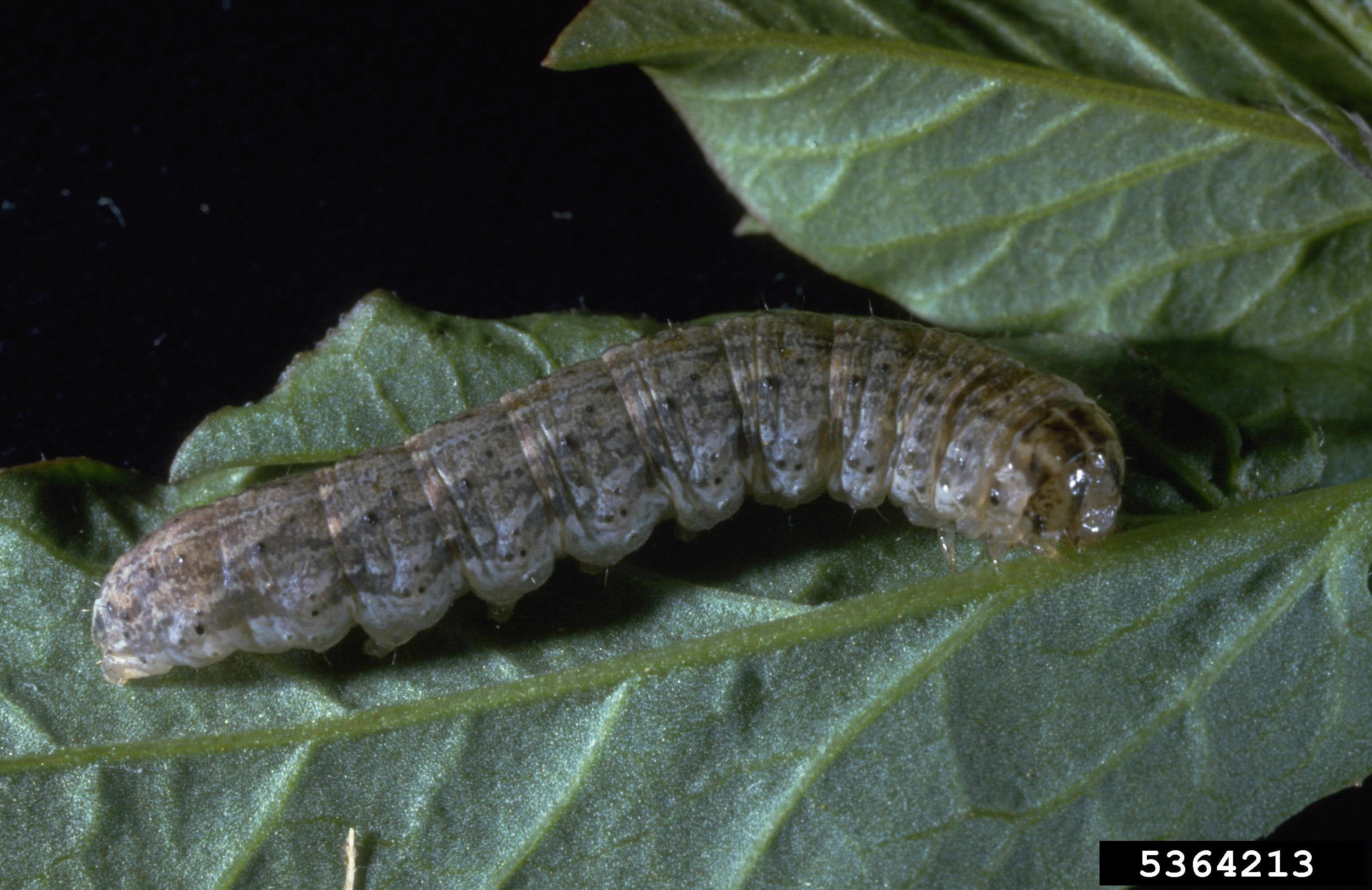